# Kärntner Montanindustrie
Kärntner Montanindustrie är ett österrikiskt företag inom området industrimineraler med säte i Wolfsberg/Kärnten.
Kärntner Montanindustrie producerar högvärdig järnoxid (MIOX - micaceous iron oxide) som utvinns ur den egna gruvan vid Waldenstein. Omkring 95% av produktionen exporteras till mer än 80 länder.
Kärntner Montanindustrie grundades 1932 och har idag cirka 60 anställda.